# Nicolaus Bleyer
Nicolaus Bleyer (* 2. Februar 1591 in Stolzenau; † 3. Mai 1658 in Lübeck) war ein norddeutscher Komponist und Violinist.

## Leben
Bleyer war ab etwa 1610 Mitglied der Gottorfer Hofkapelle, wo er ab 1614 Unterricht bei dem englischen Musiker William Brade hatte. 1617, nach dem Tod des Herzogs Johann Adolf, traten er und Brade in das Orchester des Grafen Graf Ernst zu Holstein-Schaumburg in Bückeburg ein. Hier lernte er den ebenfalls aus England stammenden Musiker Thomas Simpson (1582–1628) kennen, dieser benannte ein fünfstimmiges Stück in einer seiner Sammlungen Bleyers Armbandt. Simpson veröffentlichte 1621 sechs Werke Bleyers in einer Sammlung. Ebenfalls 1621 wurde Bleyer als Ratsmusiker in Lübeck angestellt und erhielt hier am 1. Mai 1623 Bürgerrechte. Er wirkte bis zu seinem Tode in der Hansestadt. Bleyer war aktiv im Musikleben Lübecks tätig und hatte zahlreiche Schüler, unter ihnen Nathanael Schnittelbach und Gabriel Schütz.

## Werk
Zusätzlich zu den sechs bereits erwähnten Stücken entstand eine Sammlung mit eigenen Werken, Erster Theil Newer Paduanen, Galliarden, Balletten, Mascaraden und Couranten (Hamburg 1628). Diese Sammlung wurde nur unvollständig überliefert, nur ein Teil davon findet sich in seiner Sammlung Erster Theil Newer Pavanen, Galliarden, Canzonen, Synfonien, Balletten, Volten, Couranten und Sarabanden wieder (Lübeck 1642), die insgesamt 43 Stücken beinhaltet. 
Seine Werke für Violine entsprechen dem englischen Modell und zeichnen sich durch eine lebendige Figuration aus, sie sind reich an Doppelgriffen. Seine fünf Variationen über das Thema English Mars um 1650 entstanden, zeigen die Ausdruckskraft seiner Virtuosität. Eine dritte Sammlung von Tänzen ist verloren. Erhalten ist noch die Kantate O süsser, o freundlicher Herr Jesu Christ für drei Singstimmen, zwei Violinen und Continuo.